# Triboker
Triboker var en germansk stam på vänstra Rhenstranden, som under romerska kejsartiden var bosatt mellan Strassburg och Basel. Deras huvudstad hette Brocomagus (nu Brumath). Stammen är omnämnd av Klaudios Ptolemaios, Plinius den äldre, Tacitus och Julius Caesar.